# Admirals de Vallejo
Les Admirals de Vallejo (en anglais : Vallejo Admirals) sont une équipe de baseball indépendant de la Pacific Association of Professional Baseball Clubs qui jouent depuis 2013 à Vallejo, en Californie aux États-Unis. Le club dispute ses matchs locaux au Wilson Park.
En 2013, les Admirals sont l'une des 5 équipes en compétition lors de la saison inaugurale de la Pacific Association. À l'instar des autres équipes de la ligue, ils ne sont affiliés à aucune franchise de la Ligue majeure de baseball. Le club était initialement opéré par Redwood Sports and Entertainment, LLC, qui opère la Pacific Association ainsi qu'un autre de ses clubs, les Pacifics de San Rafael. Ils sont vendus dès 2013 au propriétaire Joe Fontana.
Un ancien joueur de la Ligue majeure de baseball, Pedro Guerrero, est nommé comme manager des Admirals à leur première saison. Celle-ci n'est pas sans difficultés : en juillet 2013, la Pacific Association suspend pendant une semaine les activités des Admirals, en défaut de paiement de leur loyer et du salaire de leurs joueurs et employés. La responsabilité des soucis financiers est imputée à Joe Fontana, qui vend les Admirals avant l'expiration de l'ultimatum lancé par la ligue. Les joueurs reprennent le terrain en juillet 2013 pour compléter la saison sous une nouvelle administration, dirigée par l'organisation à but non lucratif Tito Fuentes Baseball et un homme d'affaires local, Buck Kamphausen. Le club est alors dirigé par un nouveau gérant, Tito Fuentes, Jr., le fils de l'ancien joueur professionnel Tito Fuentes.
En 2014, les Admirals sont dirigés par Garry Templeton II, fils de Garry Templeton, un ancien joueur du baseball majeur. Fuentes s'assoit dans le siège du vice-président, poste qu'il quitte en cours d'année. Deuxièmes sur quatre équipes en 2014, les Admirals atteignent la finale de la Pacific Association mais perdent le match 11-8 face aux champions, les Pacifics de San Rafael,.